# Procès Krupp
Pour les articles homonymes, voir Krupp.

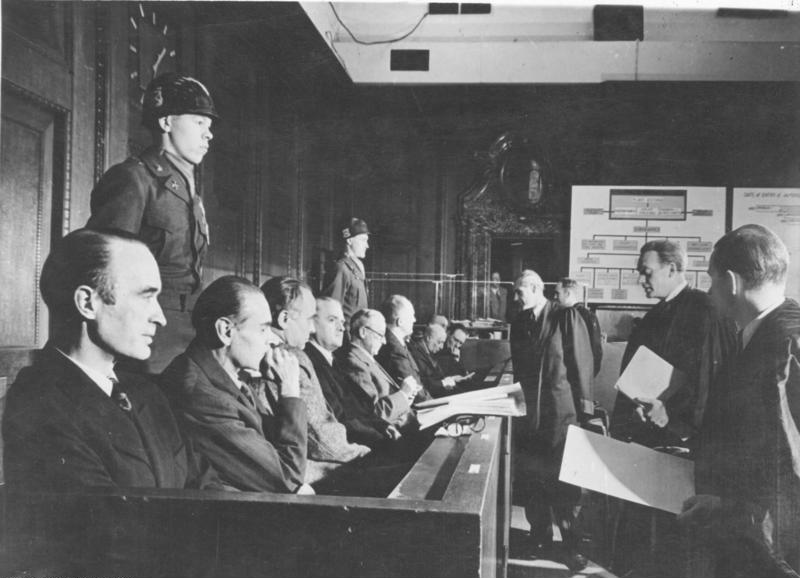
Les inculpés au procès Krupp : au premier plan, Alfried Krupp, puis Ewald Loeser,,, Friedrich Janssen, Karl Pfirsisch, Karl Eberhardt et Heinrich Korschan.

Le procès Krupp (officiellement The United States of America vs. Alfried Krupp, et al.) a été le dixième des douze procès pour crimes de guerre organisés par les autorités américaines dans leur zone d'occupation en Allemagne à Nuremberg après la fin de la Seconde Guerre mondiale. Le procès s'est déroulé du 8 décembre 1947 au 31 juillet 1948 au Palais de justice de Nuremberg. Onze accusés ont été reconnus coupables et un a été acquitté.

## Présentation
Ces douze procès ont été menés par des tribunaux militaires américains et non par le tribunal international de Nuremberg, mais ils se sont tenus au même endroit, sous l’appellation « Procès de criminels de guerre devant le tribunal militaire de Nuremberg ». Le procès de Krupp AG est le troisième concernant des industriels allemands, avec le procès Flick et le procès IG Farben.
Dans le procès Krupp, douze anciens dirigeants du groupe sont accusés d’avoir permis l’armement des forces armées allemandes, et ce faisant, d’avoir activement participé à la préparation des guerres d’agression menées par les nazis. Ils sont également poursuivis pour avoir eu recours à de la main d’œuvre forcée. Les principaux accusés sont Alfried Krupp von Bohlen und Halbach, directeur général du groupe depuis 1943 et son père, Gustav Krupp, qui figurait parmi les accusés initiaux du procès international de Nuremberg, sans être traduit en justice pour raisons médicales.
Les juges de cette affaire, traitée par le tribunal militaire III-A, sont Hu C. Anderson, président de la cour et président de la cour d’appel du Tennessee, Edward J. Daly, du Connecticut et William J. Wilkins (en) de Seattle ; le procureur en chef est Telford Taylor. L’acte d’accusation est présenté le 17 novembre 1947 et le procès se déroule du 8 décembre 1947 au 31 juillet 1948.
L’accusé Karl Heinrich Pfirsch est acquitté, tous les autres sont condamnés à des peines de prison variant de trois à douze ans d’emprisonnement. En outre, le principal accusé, Alfried Krupp, se voit contraint de vendre ses actions de la société.
Pendant le procès, Alfried Krupp nie toute culpabilité.

« L’économie a besoin d’un développement sûr ou en croissance. En raison des rivalités entre les partis politiques en Allemagne et du désordre généralisé, il n’y avait aucune possibilité de prospérité. […] Nous pensions qu’Adolf Hitler nous garantirait un développement sain, et il l’a fait. Nous, les Krupp, ne nous sommes jamais intéressés à la politique. Nous voulions seulement un système qui fonctionne bien et nous permette de travailler sans entraves. La politique ne fait pas partie de nos affaires »

— Alfried Krupp, Nuremberg, 1947.
Effectivement, le groupe Krupp a prospéré sous le régime nazi. Selon des estimations prudentes, il employait près de 100 000 personnes, dont 23 000 prisonniers de guerre.

## Les accusations
1. Crimes contre la paix en participant à la préparation de guerres d’agression en violation de traités internationaux.
2. Crimes contre l’humanité, pour le pillage, la destruction et l’exploitation des territoires occupés.
3. Crimes contre l’humanité pour participation au meurtre, à l’extermination, à l’esclavage, à la déportation, à l’emprisonnement, à la torture et à l’utilisation du travail forcé de civils des territoires occupés par les troupes allemandes, d’Allemands et de prisonniers de guerre.
4. Participation à un complot contre la paix.

Tous les accusés sont inculpés des quatre chefs d’inculpation, sauf Lehmann et Kupke qui ne sont pas poursuivis pour le second. Les premier et quatrième chefs d’inculpation sont rapidement abandonnés, faute de preuve.

## Le jugement
| Nom                             | Fonction dans le groupe                                                  | Condamnation                        |
| ------------------------------- | ------------------------------------------------------------------------ | ----------------------------------- |
| Alfried Krupp                   | Propriétaire et directeur général                                        | 12 ans et confiscation de ses biens |
| Ewald Loeser                    | Ancien directeur financier                                               | 7 ans                               |
| Eduard Houdremont (de)          | Directeur, responsable des aciéries                                      | 10 ans                              |
| Erich Müller (de)               | Directeur, section des armements                                         | 12 ans                              |
| Friedrich Wilhelm Janssen       | Directeur financier, successeur de Löser                                 | 10 ans                              |
| Karl Heinrich Pfirsch           | Ancien directeur des ventes                                              | Acquitté                            |
| Max Otto Ihn                    | Personnel et renseignement, adjoint de Löser et de Janssen               | 9 ans                               |
| Karl Adolf Ferdinand Eberhardt  | Directeur des ventes, successeur de Pfirsch                              | 9 ans                               |
| Heinrich Leo Korschan           | Adjoint pour les aciéries                                                | 6 ans                               |
| Friedrich von Bülow (de)        | Contre-espionnage, relations publiques et police des usines (Werkschutz) | 12 ans                              |
| Werner Wilhelm Heinrich Lehmann | Responsable de la main d’œuvre, adjoint de Ihn                           | 6 ans                               |
| Hans Albert Gustav Kupke        | Responsable des camps de travail                                         | 2 ans et dix mois                   |

Sur les onze condamnés, tous sont reconnus coupables d’utilisation de main d’œuvre forcée (chef d’accusation no 3) et six sont également condamnés sur la base du deuxième chef d’accusation.
Le 31 janvier 1951, deux ans et demi après leur condamnation, ils sont tous en liberté. Alfried Krupp est libéré le 4 février 1951, lors d'une amnistie accordée par la haut-commissaire américain John McCloy. La confiscation des biens de la société est annulée et on lui restitue sa fortune personnelle de dix millions de dollars (de l'époque), et il reprend le contrôle du groupe en 1953.